# 藻達伊夫西克
50°39′19″N 32°28′39″E / 50.65528°N 32.47750°E
藻達伊夫西克（烏克蘭語：Заудаївське），是烏克蘭的村落，位於該國北部切爾尼戈夫州，由普里盧基區負責管轄，始建於1600年，面積0.02平方公里，海拔高度115米，2001年人口44，人口密度每平方公里1,913.04人。